# Joel Yates
Joel Yates (Palmerston North, 7 november 1997) is een Nieuw-Zeelands voormalig baan- en wegwielrenner.

## Carrière
Als junior werd Yates in 2015 tweede in het omnium tijdens de nationale kampioenschappen baanwielrennen, achter Campbell Stewart. Twee jaar later behaalde hij, samen met Stewart, Carne Groube en Thomas Garbett, brons bij de eliterenners in de ploegenachtervolging.
In januari 2019 werd Yates vierde in het nationale kampioenschap op de weg, ruim drie minuten na winnaar James Fouché. Later dat jaar won hij de tweede etappe in de Ronde van Guatemala, door met een voorsprong van 25 seconden op het peloton solo over de finish te komen.

## Baanwielrennen

### Palmares
| Jaar     | N-ZK                 | OK       | WK       | Overig   |
| Junioren | Junioren             | Junioren | Junioren | Junioren |
| -------- | -------------------- | -------- | -------- | -------- |
| 2015     | Omnium               |          |          |          |
| Elite    |                      |          |          |          |
| 2017     | Ploegenachtervolging |          |          |          |

## Wegwielrennen

### Overwinningen
2019
2e etappe Ronde van Guatemala

## Ploegen
- 2020 –  St George Continental Cycling Team
- 2021 –  Black Spoke Pro Cycling Academy

Berwick · Bettles · Cavanagh · Dutton · Gandy · Harvey · Heaney · Kennett · Quick · Reardon · Vink · Wiggins · Yates · Zenovich